# No es que te extrañe
„No es que te extrañe” to piosenka wykonywana przez amerykańską wokalistkę Christinę Aguilerę, wydana na singlu 29 września 2022 roku. Był to piąty singel promujący dziewiąty album studyjny wykonawczyni, Aguilera. Wyprodukowany przez Rafę Arcaute’a i Federica Vindvera utwór ogniskuje się wokół dzieciństwa Aguilery oraz historii jej ojca, który stosował przemoc domową wobec córki i żony.
W piosence Aguilera śpiewa o przebaczeniu, kierowanym w stronę ojca, a także o uwolnieniu się od bolesnej przeszłości. Nagranie spotkało się z pozytywnymi recenzjami, w których chwalono wokal Aguilery i tematykę tekstu piosenki. Singel promował teledysk, który przedstawia dzieciństwo wokalistki oraz przemocową relację jej rodziców. „No es que te extrañe” nominowano do nagrody Latin Grammy w kategorii nagranie roku.

## Informacje o utworze
Piosenka została stworzona podczas sesji odbywających się w Miami na początku 2021 roku i była nagrywana w studiu Art House. Jej autorami są Aguilera, Federico Vindver, Rafa Arcaute, Yasmil Marrufo, Edgar Barrera i Pablo Preciado, a producentami – Arcaute i Vindver. Gatunkowo „No es que te extrañe” reprezentuje sobą pasillo – gatunek wywodzący się z Kolumbii, który uchodzi też za muzykę regionalną Ekwadoru. Rodowitym Ekwadorczykiem jest ojciec wykonawczyni, Fausto Xavier Aguilera. Nagranie skomponowano w tonacji D-dur, jest ono oparte na umiarkowanie szybkim ruchu 184 uderzeń na minutę. Piosenka podzielona jest na dwa akty, z których pierwszy to delikatna ballada zagrana na gitarze akustycznej, a drugi cechuje się udramatycznionym i intensywnym, latynoskim beatem.

## Wydanie singla
Premiera utworu „No es que te extrañe” w streamingu miała miejsce 29 września 2022 roku. Piosenkę wydano na podwójnym singlu wraz z czterdziestosekundowym intrem o tytule „La Luz”. Wkrótce po wydaniu singel odniósł sukces na listach przebojów iTunes Store, zajmując między innymi miejsce pierwsze w Peru, Argentynie, na Węgrzech czy w Austrii (w notowaniu Latin).

## Recenzje
Singel zebrał pozytywne recenzje. W artykule dla strony internetowej Grammy.com Bianca Gracie stwierdziła, że „No es que te extrañe” to „ponura piosenka, która pomogła artystce [Aguilerze – przyp.] zagoić jej traumę z dzieciństwa”. Pisząc dla Forbesa, Jeff Benjamin uznał, że „No es que te extrañe” to jedna z najwspanialszych piosenek w dotychczasowej karierze Aguilery. Dziennikarz pochwalił nagranie za melancholijny ton, a artystkę za nawiązanie do swojej trudnej przeszłości w tekście utworu. Eksperci muzyczni współpracujący z serwisem Spotify wskazali „No es que te extrañe” jako jedną z najlepszych latynoskich piosenek 2022 roku (podobnie jak nagrania Aguilery „Suéltame” oraz „Cuando me dé la gana”).

## Teledysk
Premiera trwającego pięć i pół minuty teledysku odbyła się 30 września 2022 roku, dzień po wydaniu singla. Wideoklip udostępniono na oficjalnym kanale Christiny Aguilery w serwisie YouTube. Klip wyreżyserowali wspólnie Aguilera oraz Mike Ho, a jego producentem był Colin Randall.

## Nagrody i wyróżnienia
| Rok  | Ceremonia           | Nagroda                             | Rezultat  |
| ---- | ------------------- | ----------------------------------- | --------- |
| 2023 | Latin Grammy Awards | nagranie roku                       | Nominacja |
| 2023 | Premios Juventud    | teledysk o najsilniejszym przekazie | Nominacja |

## Lista utworów singla
Digital download
1. „Intro (La Luz)” – 0:40
2. „No es que te extrañe” – 4:43

## Twórcy
- Główne wokale: Christina Aguilera
- Producenci: Rafa Arcaute, Federico Vindver
- Autorzy: Christina Aguilera, Edgar Barrera, Federico Vindver, Pablo Preciado, Rafa Arcaute, Yasmil Marrufo
- Miksowanie: Mike Seaberg
- Nagrywanie: Felipe Trujillo, Ray Charles Brown Jr.
- Mastering: Jaycen Joshua
- Aranżacja instrumentów strunowych: Davide Rosi, Roland Gajate

## Pozycje na listach przebojów
| Kraj/region       | Notowanie (2022)         | Wydawca     | Najwyższa pozycja |
| ----------------- | ------------------------ | ----------- | ----------------- |
| Chile             | Airplay Chart            | Soundcharts | 148               |
| Stany Zjednoczone | Latin Digital Song Sales | Billboard   | 9                 |
| Tajwan            | Airplay Chart (Daily)    | Soundcharts | 19                |
| Tajwan            | Airplay Chart (Weekly)   | Soundcharts | 158               |
| Tajwan            | Top 10 Singles           | T4C         | 2                 |
| Urugwaj           | Airplay Chart            | Soundcharts | 66                |

## Historia wydania
| Region | Data             | Format                      | A-side           | Wytwórnia        | Źródło |
| ------ | ---------------- | --------------------------- | ---------------- | ---------------- | ------ |
| Świat  | 29 września 2022 | digital download, streaming | „Intro (La Luz)” | Sony Music Latin | [ 1 ]  |